# كوفي أدجورلولو
كوفي أدجورلولو (بالإنجليزية: Kofi Adjorlolo)‏ (مواليد 23 مارس 1956، Keta)، هُو مُمثل ومُنتج غاني.